# Bogusław Linda
Bogusław Lindaⓘ (ur. 27 czerwca 1952 w Toruniu) – polski aktor, reżyser, scenarzysta teatralny i filmowy, komik i pedagog.

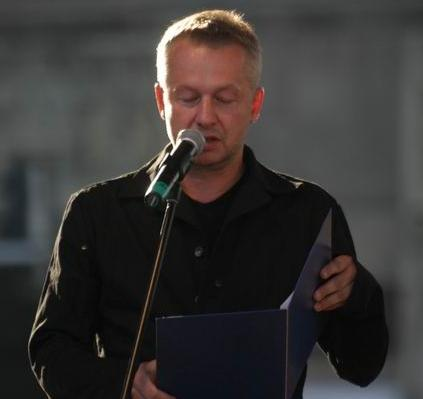
Bogusław Linda (2006)

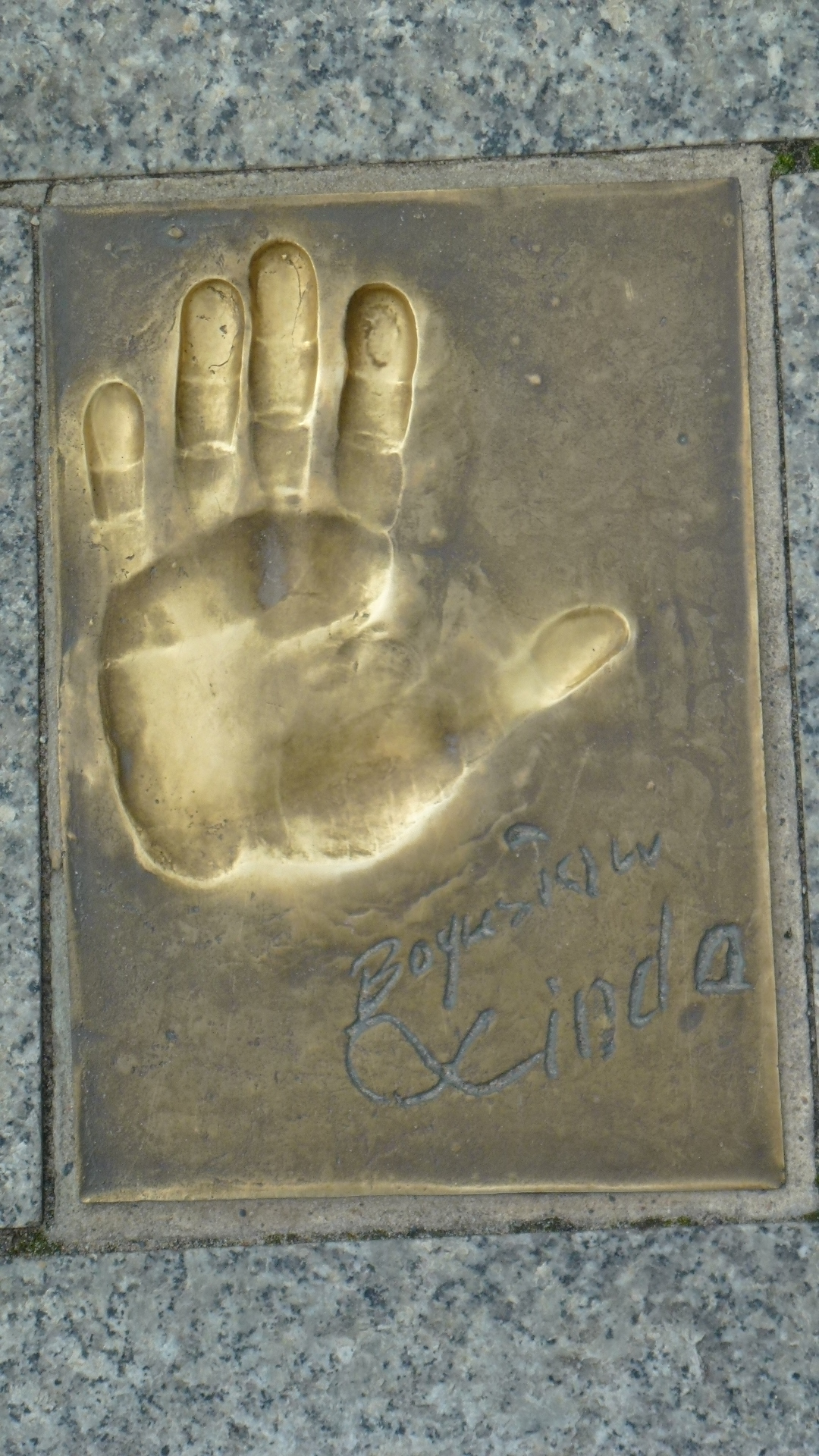
Odcisk dłoni Lindy w alei gwiazd w Międzyzdrojach

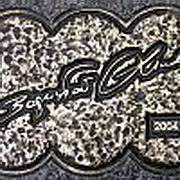
Autograf Lindy w Toruniu

Bywa nazywany „jednym z najpopularniejszych polskich aktorów filmowych”, uchodzi także za „idola młodzieży lat 90.” i „idola pokolenia »„Solidarności”«”. Występował w filmach twórców, takich jak Krzysztof Kieślowski, Agnieszka Holland, Andrzej Wajda, Maciej Ślesicki, Patryk Vega i Władysław Pasikowski. Współzałożyciel i wykładowca Warszawskiej Szkoły Filmowej.

## Życiorys
Urodził się 27 czerwca 1952 w Toruniu, gdzie ukończył II Liceum Ogólnokształcące. W 1975 ukończył studia w Państwowej Wyższej Szkoły Teatralnej im. Ludwika Solskiego w Krakowie, w spektaklu dyplomowym Szewcy zagrał Sajetana.
Podczas studiów nawiązał współpracę z krakowskim Teatrem Starym, w którym debiutował w 1975 rolą Teofila Dąbrowskiego w Białych ogrodach w reżyserii Romany Próchnickiej, grał też młodego oficera w Warszawiance Stanisława Wyspiańskiego w reż. Henryka Tomaszewskiego i Mikołka w Zbrodni i karze Fiodora Dostojewskiego w reż. Macieja Prusa. W latach 1978–1981 grał w Teatrze Współczesnym we Wrocławiu w sztukach, takich jak Czarodziejska góra Thomasa Manna czy Ameryka Franza Kafki. W 1979 zadebiutował jako reżyser teatralny spektaklem Szelmostwa Skapena Moliera, wystawianym przez wrocławską PWST. W latach 1980–1983 był aktorem warszawskiego Teatru Studio.
Na ekranie zadebiutował rolą halabardnika w serialu Czarne chmury (1973). Następnie zagrał w polsko-norweskim filmie Haakona Sandoya Dagny (1976). Pierwsze ważne role zagrał w filmach Agnieszki Holland: anarchistę Gryziaka w Gorączce (1980) i kalekę wyrzuconego poza margines społeczeństwa w Kobiecie samotnej (1981). Następnie wcielił się na ekranie w bohaterów „naznaczonych egzystencjalnym niepokojem, zmuszonych do beznadziejnych zmagań z wrogą rzeczywistością”: Dzidka w Człowieku z żelaza (1981) Andrzeja Wajdy, Witka Długosza w Przypadku (1981) Krzysztofa Kieślowskiego i Klemensa Króla w Matce Królów (1982) Janusza Zaorskiego. W 1982 wyjechał na kilka miesięcy do Paryża, gdzie zagrał Louis de Saint-Justa w filmie Andrzeja Wajdy Danton (1983). Aktorskie emploi wrażliwca próbował przełamać rolą groźnego przestępcy Jerzego Malika w filmie Jacka Bromskiego Zabij mnie glino (1987).
Zadebiutował jako reżyser filmowy krótkometrażowym dramatem telewizyjnym Koniec (1990). Następnie wyreżyserował film kinowy Seszele (1991), który zebrał mieszane recenzje wśród krytyków.
Rola Franza Maurera, esbeka z zasadami, w Psach (1992) Władysława Pasikowskiego ukształtowała wizerunek Lindy jako cynicznego „twardziela”. Ugruntował go rolami w filmach: Psy 2. Ostatnia krew (1994), Sara (1997), Pułapka (1997) i Demony wojny według Goi (1998). W Sarze zaprezentował talent wokalny, śpiewając własną interpretację piosenki Leonarda Cohena „I’m Your Man”. W latach 90. uznanie krytyki przyniosły mu role filmowe: sztukmistrza Stygmy w Jańciu Wodniku (1993) Jana Jakuba Kolskiego, Michała Suleckiego w Tacie (1995) Macieja Ślesickiego, księdza Robaka w Panu Tadeuszu (1999) Andrzeja Wajdy i Ryśka Rudego w komedii wojennej Złoto dezerterów (1998) Janusza Majewskiego. Podczas Festiwalu Gwiazd w Międzyzdrojach w 1996 odcisnął dłoń na Promenadzie Gwiazd.
W 1998 zrealizował dla Telewizji Polskiej serial dokumentalny Projekt X, składający się z 13 reportażów nagranych przez aktora podczas podróży po świecie.
W 2001 pojawił się w roli gangstera Alexa w filmie Władysława Pasikowskiego Reich, Petroniusza w filmie Jerzego Kawalerowicza Quo Vadis i policjanta w filmie drogi Sezon na leszcza. W 2002 nagrał piosenkę „Gdzie mam szukać cię” wspólnie z ukraińską skrzypaczką Assią Akhat. Jesienią 2002 na antenie TVN prowadził talk-show Co ty wiesz o gotowaniu, czyli Linda w kuchni, który został zdjęty z ramówki po sześciu odcinkach z powodu niskiej oglądalności.
W 2005 zagrał rolę komediową w filmie Czas surferów oraz wystąpił w serialach komediowych: Dziki i Dziki 2: Pojedynek, a także nagrał album studyjny pt. Las putas melancólicas z zespołem Świetliki. W 2006 wystąpił w polsko-amerykańskim westernie Letnia miłość i nakręcił film Jasne błękitne okna, w którym zagrał u boku Joanny Brodzik i Beaty Kawki. W 2009 zagrał podrywacza Cezarego w komedii Wojciecha Wójcika Randka w ciemno. 5 października 2009 z rąk sekretarza stanu w MKiDN Piotra Żuchowskiego odebrał Srebrny Medal „Zasłużony Kulturze Gloria Artis”.
1 kwietnia 2011 premierę kinową miał film Macieja Ślesickiego Trzy minuty. 21:37, w którym wcielił się w rolę malarza. 19 kwietnia 2012 weszła do teatrów w Warszawie wyreżyserowana przez niego sztuka pt. Merlin Mongoł, będąca jego debiutem reżyserskim w sztuce teatralnej.
16 maja 2014 został odznaczony, a 26 maja tego samego roku – udekorowany Krzyżem Oficerskim Orderu Odrodzenia Polski „za wybitne zasługi dla polskiej kultury, za osiągnięcia w pracy artystycznej i twórczej, i działalności społecznej”. Został również uhonorowany w swym rodzinnym Toruniu, gdzie na Rynku Staromiejskim odsłonił drugą z serii „katarzynek” w Alei Gwiazd – podpisów słynnych torunian.
Wystąpił w prowadzonej w 2003 roku kampanii Pij mleko! Będziesz wielki. W listopadzie 2017 wziął udział w akcji „Ramię w ramię po równość” Kampanii Przeciw Homofobii.

## Życie prywatne
Jest synem Aliny Lindy, profesor uniwersyteckiej. Aktor chroni swoją prywatność, skąpi informacji o swoim życiu osobistym, rzadko udziela wywiadów. W młodości cieszył się powodzeniem u kobiet, w środowisku aktorskim słynął z romansów. W 2000 wziął ślub z Lidią Popiel, którą poznał na planie filmu Kroll. Mają córkę Aleksandrę (ur. 1992). Z poprzedniego małżeństwa ma dwóch synów bliźniaków: Mikołaja i Michała (ur. 1979).
Pasjonuje się jeździectwem i łowiectwem. Uznawany jest za dobrego myśliwego i świetnego strzelca.

## Filmografia

### Aktor
- 1973: Czarne chmury jako halabardnik w Barbakanie
- 1976: Dagny jako Stanisław Sierosławski
- 1977: Wodzirej jako lekarz
- 1977: Pasja jako mężczyzna w salonie krakowskim
- 1979: Wściekły jako Zbigniew Zajdowski, kol. Ewy Okrzesikówny
- 1979: Janek jako towarzysz ZWM
- 1980: Gorączka jako Gryziak
- 1980: Punkt widzenia jako Włodek Jakubowski
- 1981: Wolny strzelec jako Rysiek
- 1981: Człowiek z żelaza jako Dzidek
- 1981: Przypadek jako Witek Długosz
- 1981: Kobieta samotna jako Jacek Grochala
- 1981: Dreszcze jako funkcjonariusz UB
- 1981: Wierne blizny – Mieczysław Szochowski „Miki”, kol. Madejskiego
- 1982: Danton jako Louis de Saint-Just
- 1982: Matka Królów jako Klemens Król
- 1982: Stracone złudzenia jako Andras Daniel
- 1983: Eskimosce jest zimno jako pianista Laci
- 1983: Synteza jako sędzia Sądu Rady Narodów
- 1984: Ceremonia pogrzebowa jako Stefan
- 1984: Płatki, kwiaty, wieńce jako Kornel Tornoczy
- 1984: Człowiek do specjalnych poruczeń jako urzędnik
- 1985: Rośliny trujące jako Adam
- 1985: Tanie pieniądze jako Tojfel
- 1986: Biała wizytówka jako książę Bolko
- 1986: Magnat jako książę Bolko
- 1986: Maskarada jako Jacek Burda
- 1986: W zawieszeniu jako porucznik
- 1986: Inna wyspa jako Andrzej, syn Karolki
- 1987: Zabij mnie glino jako gangster Jerzy Malik
- 1987: Kocham kino jako Korwin
- 1987: Cienie jako Edward
- 1988: Crimen jako Tomasz Błudnicki
- 1988: Dekalog VII jako Wojtek
- 1988: Chichot Pana Boga jako pomocnik Rosena
- 1988: Inny świat jako ojciec Jensa
- 1989: Porno jako Miki
- 1989: Ostatni dzwonek – członek jury Festiwalu Młodych Teatrów
- 1989: Sztuka kochania jako Lewacki
- 1990: Pasażerowie na gapę jako Piotr
- 1990: Urodziny Kaja
- 1990: Kanalia jako Zbych
- 1991: In flagranti jako doktor Adam Nowak
- 1991: Kroll jako porucznik Arek
- 1992: Sauna jako Janek, Polak
- 1992: Psy jako Franz Maurer
- 1992: Wszystko co najważniejsze jako Bogucki
- 1992: Pamiętnik znaleziony w garbie jako Ewald
- 1993: Magneto jako dyrektor
- 1993: Jańcio Wodnik jako Stygma
- 1993: Obcy musi fruwać jako scenarzysta Kamil Budziński
- 1993: Pora na czarownice jako ksiądz Jan
- 1994: Miasto prywatne jako Pawik
- 1994: Psy 2. Ostatnia krew jako Franz Maurer
- 1995: Prowokator jako Artur Herling
- 1995: Tato jako Michał Sulecki
- 1996: Słodko gorzki jako Kamiński
- 1996: Szamanka jako Michał
- 1997: Sara jako Leon
- 1997: Pułapka jako Szuster
- 1997: Szczęśliwego Nowego Jorku jako Janek „Serfer”
- 1998: Demony wojny według Goi jako major Keller
- 1998: Billboard jako Śliski
- 1998: Złoto dezerterów jako Rudy
- 1998: Zabić Sekala jako Sekal
- 1999: Pan Tadeusz jako Jacek Soplica/Ksiądz Robak
- 1999: Operacja Samum jako Broński
- 2000: Sezon na leszcza jako policjant
- 2001: Quo vadis jako Petroniusz
- 2001: Stacja jako gangster
- 2001: Reich jako Alex
- 2002: Segment ’76 jako Marks
- 2002: Haker jako Tosiek, palacz w kotłowni / jako on sam
- 2002: Quo vadis jako Petroniusz
- 2003: Tak czy nie? jako Sławomir Melanowski
- 2004: Dziki jako Andrzej Ptaszyński „Ptasior”
- 2005: Dziki 2: Pojedynek jako Marian Ptaszyński „Ptasior”
- 2005: Czas surferów jako Dżoker
- 2006: Jasminum jako aktor Zeman
- 2006: Letnia miłość jako szeryf
- 2006: Jasne błękitne okna jako Artur, mąż Beaty
- 2007–2008: I kto tu rządzi? jako Tomek Czajka
- 2007: Prawo miasta jako ojciec Jagi
- 2009: Randka w ciemno jako Cezary
- 2010: Trzy minuty. 21:37 jako malarz
- 2010: Kajínek jako Dolezal
- 2010: Ratownicy jako Jan Tarnowski
- 2010: Mika i Alfred ( Podezření) jako naczelnik Ugro
- 2011: 1920 Bitwa warszawska jako Bolesław Wieniawa-Długoszowski
- 2011: Sztos 2 jako Królikowski „Królik”, major SB
- 2012: Paradoks jako Marek Kaszowski
- 2013: Bezdech jako Jerzy
- 2015: Pitbull. Nowe porządki – gangster Tomasz Barbasiewicz „Babcia”
- 2016: Powidoki – Władysław Strzemiński[30]
- 2017: Ach śpij kochanie jako major Olszowy
- 2018: Kobiety mafii jako Paweł Chyb „Padrino”
- 2019: Planeta singli 3 – Maks Wilczyński
- 2019: Diablo. Wyścig o wszystko – Razor
- 2019: Czarny mercedes jako Ernst Kluge
- 2020: Psy 3. W imię zasad – Franz Maurer[31]
- 2025: Zamach na papieża

### Scenarzysta filmowy i reżyser teatralny
- 1988: Koniec (film)
- 2012: Merlin Mongoł (Teatr Ateneum)
- 2014: Tramwaj zwany pożądaniem (Teatr Ateneum)

### Reżyser filmowy
- 1988: Koniec
- 1990: Seszele
- 2000: Sezon na leszcza
- 2006: Jasne błękitne okna

### Polski dubbing
- 1990: Seszele jako Uśmiechnięty (postać zagrana przez Grzegorza Ciechowskiego), wysłannik pani Grażyny
- 2001: Głupki z kosmosu jako Bolok
- 2006: Heroes of Might and Magic V – jako: Agrael/Raelag
- 2010: God of War III jako Kratos
- 2010: God of War: Duch Sparty jako Kratos
- 2011: Jeż Jerzy – on sam
- 2012: PlayStation All-Stars Battle Royale jako Kratos
- 2013: God of War: Wstąpienie jako Kratos

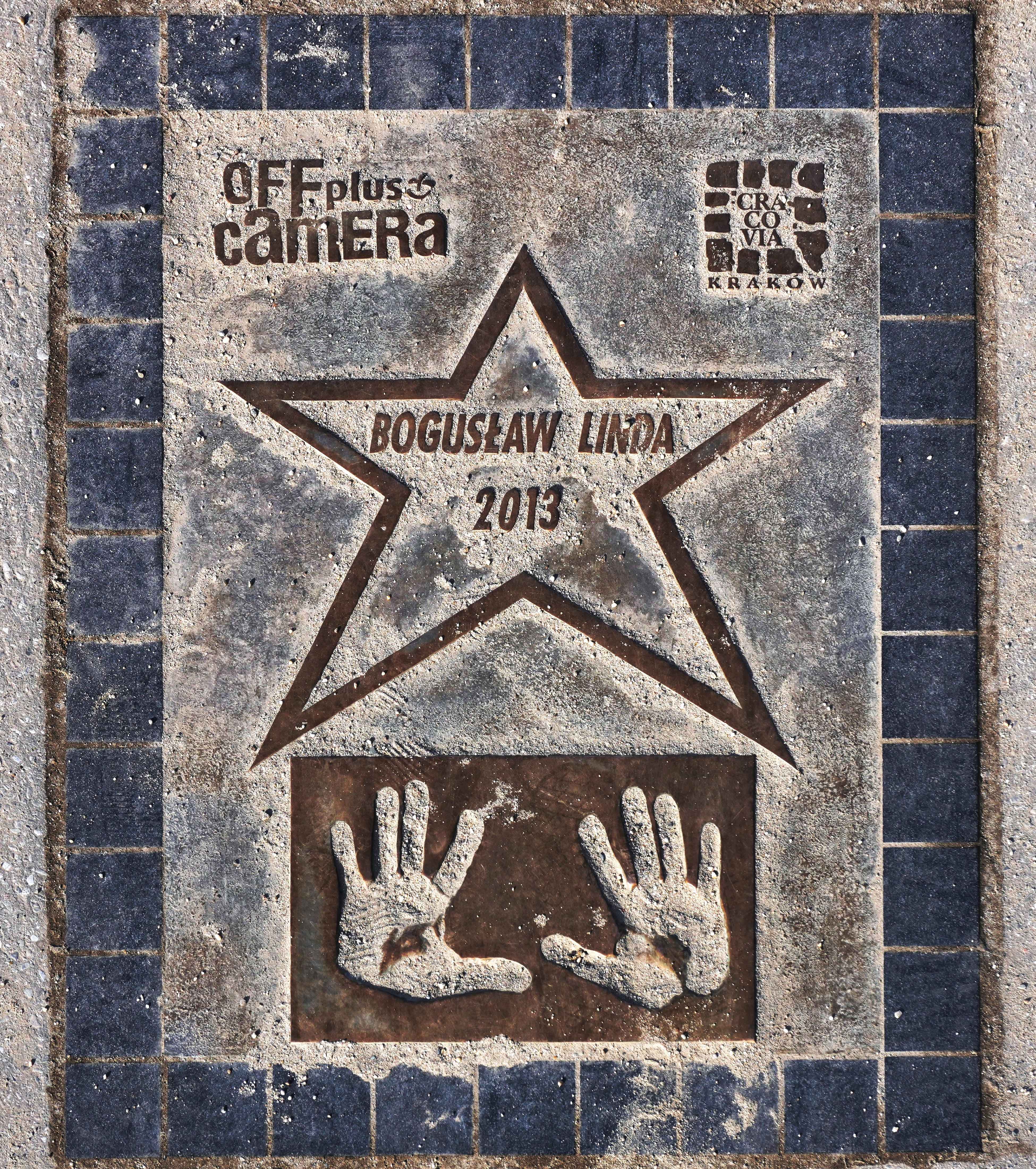
Gwiazda B. Lindy na w Krakowie

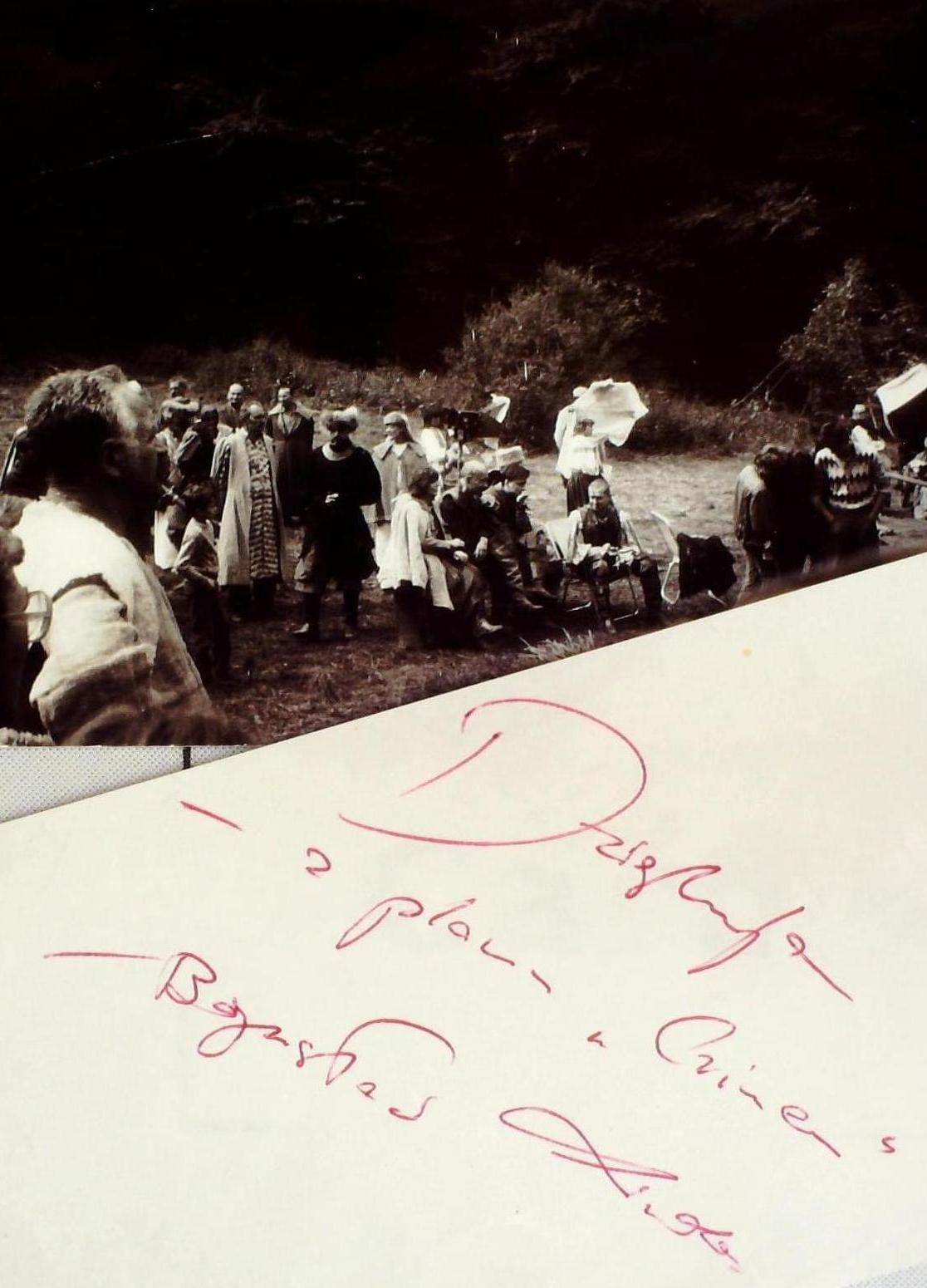
Autograf Lindy z planu Crimen

### Gościnnie
- 1998: 13 posterunek jako gwiazdor-aktor Bogusław Linda (odc.12)
- 2004: Fala zbrodni jako „Pietia” (odc.15)
- 2015: Przypadki Cezarego P. jako on sam (odc. 11)

### Reklamy
Wystąpił w kampaniach reklamowych sieci restauracji fast food Burger King, producenta dżinsów Americanos, Powszechnego Towarzystwa Emerytalnego Winterthur, marki telewizyjnych kanałów filmowych Cinemax, suplementu diety Pharmaton Geriavit, producenta wódki Bols Platinum, marki samochodowej Renault i papierosów West.

## Dyskografia
| Rok  | Tytuł                                                                                              | Pozycja na liście |
| Rok  | Tytuł                                                                                              | POL               |
| ---- | -------------------------------------------------------------------------------------------------- | ----------------- |
| 2005 | Las putas melancólicas (oraz Świetliki) - Data: 26 września 2005 - Wydawca: Universal Music Polska | 7                 |

| Rok  | Tytuł                            | Pozycja na liście | Pozycja na liście |
| Rok  | Tytuł                            | LP3               | SLiP              |
| ---- | -------------------------------- | ----------------- | ----------------- |
| 2005 | „Filandia” (oraz Świetliki)      | 7                 | 5                 |
| 2006 | „Delikatnienie” (oraz Świetliki) | 6                 | 31                |

## Twórczość
- Spaghetti dla samotnego mężczyzny. Studio Marka Łebkowskiego, 2004
- z Magdą Umer: Zły chłopiec. Wydawnictwo Pascal, Bielsko-Biała 2015, ISBN 978-83-764-2525-2

## Nagrody filmowe i nominacje
- 1981: Nagroda Złote Lwy 8 FPFF za rolę w filmie Gorączka
- 1987: Nagroda Złote Lwy 12 FPFF za rolę w filmie Magnat
- 1987: Nagroda Złote Lwy 12 FPFF za rolę w filmie Przypadek
- 1988: Nagroda Złote Lwy 13 FPFF za rolę w filmie Kobieta samotna
- 1988: Nagroda Szefa Kinematografii za rolę w filmie Zabij mnie glino
- 1991: Nagroda Złote Lwy 16 FPFF za rolę w filmie Kanalia
- 1991: Nagroda Złote Lwy 16 FPFF za rolę w filmie In flagranti
- 1991: Nagroda Złote Lwy 16 FPFF za rolę w filmie Kroll
- 1991: Nagroda na Festiwalu Młodości w Kijowie za film In flagranti
- 1992: Nagroda Złote Lwy 17 FPFF w kategorii: pierwszoplanowa rola męska w Psach
- 1994: Nagroda Valenciennes w kategorii: najlepsza główna rola męska w filmie Psy
- 1995: Nagroda Złote Lwy 20 FPFF w kategorii: pierwszoplanowa rola męska w Tacie
- 2000: Nominacja: Orły w kat. najlepsza główna rola męska; za Pana Tadeusza (1999)
- 2001: Srebrny Bilet dla filmu Sezon na leszcza, nagroda Stowarzyszenia „Kina Polskie”
- 2001: Nagroda Złote Lwy 26 FPFF dla Sezonu na leszcza w kat. najlepsza komedia
- 2012: Złota Kaczka w kategorii: Najlepszy aktor filmów sensacyjnych
- 2013: Festiwal Dwa Teatry: Nagroda aktorska za rolę męską w kategorii spektakli Teatru Telewizji – za rolę Jerzego w spektaklu Bezdech w reżyserii Andrzeja Barta[37]